# Вайна, Габор
Га́бор Ва́йна (венг. Vajna Gábor)['vɒjn ɒ 'ɡaːbor]; 4 ноября 1891 в трансильванском городе Кездивашархей, Австро-Венгрия (ныне Тыргу-Секуеск в Румынии) — 12 марта 1946, Будапешт, Венгрия) — венгерский политик и национал-социалист, военный нацистский преступник.

## Жизнь
В годы Первой мировой войны служил в армии Австро-Венгрии. Вайна был соратником премьер-министра Ференца Салаши, венгерского нацистского руководителя партии и основателя ультраправой «партии национальной воли», позднее известной под названием «Скрещённые стрелы». Вайна был назначен министром внутренних дел 15 октября 1944 года в правительстве Салаши.

## Военные преступления
По приказу Адольфа Эйхмана представители СС в Венгрии (Эдмунд Веезенмайер и Отто Винкельман) потребовали депортировать «заграничных евреев» на территорию Рейха, что и было сделано с санкции нового венгерского министра внутренних дел Габора Вайны 17 октября 1944 года. 18 октября новое правительство Ференца Салаши объявило о своей готовности предоставлять в распоряжение военной промышленности Рейха 50.000 еврейских мужчин и женщин в качестве бесплатной рабочей силы. В целом число депортированных до 1 декабря 1944 года «заграничных евреев» составило 76.209. Большая их часть погибла во время «марша смерти», либо непосредственно в концентрационных лагерях, либо на принудительных работах по сооружению юго-восточного вала.

## Казнь
После того как Советские войска в апреле 1945 года заняли всю территорию Венгрии, Вайна попытался скрыться в Западной Европе, но войска союзников задержали его с другими членами правительства Салаши.
Габор Вайна был осуждён Народным Трибуналом на открытом процессе в Будапеште, проходившем с 5 по 28 февраля 1946 года, и приговорён к смертной казни.
Он был казнён за преступления против человечности во время Второй мировой войны, через повешение, вместе с Ференцем Салаши, Кароем Берегфи и Йожефом Герой, в 15:25 по местному времени 12 марта 1946 года во дворе Будапештской тюрьмы.